# Mas de la Llosa
El Mas de la Llosa és un mas que hi ha al terme municipal d'Espolla a uns 8 km al nord del nucli urbà, a l'alta vall de la riera de Freixe, que és afluent de l'Orlina i sota el Pic de Sallfort. El mas havia estat propietat de marquès de Camps i fins que es va vendre a la dècada de 1980. És un mas que ha estat habitat amb intermitències.